# 韋德鎮區 (伊利諾伊州克林頓縣)
韋德鎮區（英語：Wade Township）是位於美國伊利諾伊州克林頓縣的一個行政鎮區。

## 地方資料
根據2010年美國人口普查的數據，韋德鎮區的面積為75.00平方千米，當中陸地面積為74.80平方千米，而水域面積為0.20平方千米。當地共有人口1698人，而人口密度為每平方千米22.64人。